# Robert Still
Pour les articles homonymes, voir Still.
Robert Still, né le 10 juin 1910 à Londres et mort le 13 janvier 1971, est un compositeur anglais.

## Jeunesse et formation
Still naît à Londres le 10 juin 1910 dans une famille où la musique tient une place importante. Il a un frère, qui meurt à l'âge de 16 ans, et une sœur, qui émigre en Australie.
Il étudie au Collège d'Eton de 1923– à 1929, puis au Trinity College, où il obtient un diplôme en histoire, en langue française, puis en musique.
Il poursuit ses études en musique à Oxford sous la direction de personnalités telles Ernest Walker et Hugh Allen, puis intègre le Royal College of Music sous la direction de C. H. Kitson (en), Basil Alchin et Gordon Jacob. Il étudie également sous la direction de Wilfred Dunwell au Trinity College of Music, puis, plus tard, sous Hans Keller.

## Carrière
Still retourne à Oxford et enseigne la musique à Eton. En 1938, il intègre la compagnie Ballet Trois Arts.
Il se marie en 1944 et aura 4 filles.

## Après la guerre
Après la guerre, le couple déménage à Ampfield, Hampshire, puis, en 1949, à Bucklebury, Berkshire. Still se consacre par la suite à la composition.